# Fieldy’s Dreams
Fieldy’s Dreams – amerykański projekt hip-hopowy założony w 2000 roku przez basistę zespołu Korn Reginalda „Fieldy’ego” Arvizu.
Debiutancki album studyjny Fieldy’s Dreams zatytułowany Rock’n Roll Gangster ukazał się 22 stycznia 2002 roku nakładem wytwórni muzycznej Epic Records. Produkcja spotkała się z chłodnym przyjęciem wśród krytyków muzycznych. Nagrania nie odniosły także sukcesu komercyjnego. 
W 2008 roku powstać miał nowy album muzyka zatytułowany Sobriety. Fieldy jednak przerwał prace nad płytą, by skupić się na występach w zespole Korn.